# Austeulophus bicolor
Austeulophus bicolor är en stekelart som beskrevs av Boucek 1988. Austeulophus bicolor ingår i släktet Austeulophus och familjen finglanssteklar. Inga underarter finns listade.